# Joakim Gruevo
Joakim Gruevo (bulgariska: Йоаким Груево) är ett distrikt i Bulgarien.   Det ligger i kommunen obsjtina Stambolijski och regionen Plovdiv, i den centrala delen av landet, 150 km sydost om huvudstaden Sofia.
Trakten runt Joakim Gruevo består till största delen av jordbruksmark. Runt Joakim Gruevo är det ganska tätbefolkat, med 104 invånare per kvadratkilometer.